# 1970-es labdarúgó-világbajnokság-selejtező (UEFA – 3. csoport)
Az 1970-es labdarúgó-világbajnokság európai 3. selejtezőcsoportjának mérkőzéseit, és a csoport végeredményét tartalmazó lapja. A csoportban körmérkőzéses, oda-visszavágós rendszerben játszottak egymással a labdarúgó-válogatottak. A selejtezőket 1968. október 23. és 1969. november 22. között rendezték. A csoport győztese automatikus résztvevője lett az 1970-es labdarúgó-világbajnokságnak.
A csoportban az NDK, Olaszország és Wales szerepelt.
Olaszország jutott ki az 1970-es világbajnokságra.

## Tabella
| Hely. | Csapat      | M | Gy | D | V | G+ | G– | Gk | P | Továbbjutás                          |     | Olaszország | Német Demokratikus Köztársaság | Wales |
| ----- | ----------- | - | -- | - | - | -- | -- | -- | - | ------------------------------------ | --- | ----------- | ------------------------------ | ----- |
| 1.    | Olaszország | 4 | 3  | 1 | 0 | 10 | 3  | +7 | 7 | Kijutott az 1970-es világbajnokságra |     | —           | 3–0                            | 4–1   |
| 2.    | NDK         | 4 | 2  | 1 | 1 | 7  | 7  | 0  | 5 |                                      |     | 2–2         | —                              | 2–1   |
| 3.    | Wales       | 4 | 0  | 0 | 4 | 3  | 10 | −7 | 0 |                                      | 0–1 | 1–3         | —                              |       |

## Mérkőzések
| 1968. október 23. |

| Wales | 0–1         | Olaszország |
| ----- | ----------- | ----------- |
|       | Jegyzőkönyv | Riva 44'    |

| Ninian Park, Cardiff Nézőszám: 18,558 Játékvezető: Joaquim Campos (portugál) |

| 1969. március 29. |

| NDK                    | 2–2         | Olaszország  |
| ---------------------- | ----------- | ------------ |
| Vogel 26' Kreische 75' | Jegyzőkönyv | Riva 54' 82' |

| Walter-Ulbricht-Stadion, Kelet-Berlin Nézőszám: 52,117 Játékvezető: Johan Boström (svéd) |

| 1969. április 16. |

| NDK               | 2–1         | Wales       |
| ----------------- | ----------- | ----------- |
| Löwe 31' Rock 89' | Jegyzőkönyv | Toshack 57' |

| Heinz-Steyer-Stadion, Drezda Nézőszám: 38,198 Játékvezető: Franz Geluck (belga) |

| 1969. október 22. |

| Wales      | 1–3         | NDK                            |
| ---------- | ----------- | ------------------------------ |
| Powell 83' | Jegyzőkönyv | Vogel 54' Löwe 60' Frenzel 62' |

| Ninian Park, Cardiff Nézőszám: 22,409 Játékvezető: Roger Machin (francia) |

| 1969. november 4. |

| Olaszország                  | 4–1         | Wales       |
| ---------------------------- | ----------- | ----------- |
| Riva 37' 73' 81' Mazzola 55' | Jegyzőkönyv | England 67' |

| Stadio Olimpico, Róma Nézőszám: 67,481 Játékvezető: Todor Becsirov (bolgár) |

| 1969. november 22. |

| Olaszország                        | 3–0         | NDK |
| ---------------------------------- | ----------- | --- |
| Mazzola 7' Domenghini 25' Riva 36' | Jegyzőkönyv |     |

| San Paolo Stadion, Nápoly Nézőszám: 84,259 Játékvezető: Paul Schiller (osztrák) |